# Beverley Naidoo
Beverley Naidoo (Johannesburg, 21 maggio 1943) è una scrittrice sudafricana.

## Biografia
Nata nel 1943 a Johannesburg da una famiglia bianca benestante, si è laureata all'Università del Witwatersrand nel 1963. 
Coinvolta nel movimento anti-apartheid, all'età di 21 anni è stata imprigionata in isolamento per otto settimane a Robben Island e nel 1965 ha lasciato il Sudafrica per l'Inghilterra.
Successivamente ha completato i suoi studi conseguendo un B.A. e un certificato d'insegnamento all'Università di York nel 1967 e un dottorato di ricerca all'Università di Southampton nel 1991.
Il suo primo libro per ragazzi, Nigeria-Londra fuga per la libertà, è stato pubblicato nel Regno Unito nel 1985 ed è stato vietato in Sudafrica fino al 1991 per via dei contenuti riguardanti la segregazione razziale del suo paese d'origine.
Autrice di raccolte di racconti, romanzi e saggi, ha ottenuto la Carnegie Medal nel 2000 con The Other Side of Truth.

## Vita privata
Sposatasi nel 1969 con l'avvocato Nandhagopaul Naidoo, la coppia ha avuto due figli: Praveen e Maya.

## Opere principali

### Serie Jo'Burg
- Nigeria-Londra fuga per la libertà (Journey to Jo'burg, 1985), Milano, Garzanti scuola, 2008 ISBN 978-88-6964-316-3.
- Chain of Fire (1989)

### Serie The Other Side of Truth
- The Other Side of Truth (2000)
- Web of Lies (2004)

### Altri romanzi
- Non voltarti indietro (No Turning Back, 1995), Milano, Mondadori, 2002 traduzione di Simona Mambrini ISBN 88-04-51104-4.
- Burn My Heart (2007)
- Call of the Deep (2008)
- Death of an Idealist (2012)

### Racconti
- The Great Tug of War and other stories (2001)
- Out of Bounds: Stories of Conflict and Hope (2003)
- Who Is King (2015)

### Libri illustrati
- Letang and Julie save the day (1994)
- Letang's new friend (1994)
- Trouble for Letang and Julie (1994)
- Where is Zami? (1998)
- Baba's Gift con Maya Naidoo (2003)
- King Lion in Love (2004)
- S is for South Africa (2010)
- Favole di Esopo (Aesop's Fables), Torino, Il leone verde, 2011 traduzione di Michela Orazzini ISBN 978-88-6580-025-6.

### Saggi
- Through whose Eye? Exploring Racism: reader, text and context (1992)
- Making It Home: Real-life Stories from Children Forced to Flee con Kate Holt (2004)

## Premi e riconoscimenti
- Josette Frank Award: 1986 vincitrice con Nigeria-Londra fuga per la libertà e 1997 vincitrice con Non voltarti indietro
- Carnegie Medal: 2000 vincitrice con The Other Side of Truth